# Ягодное (Гомельская область)
Я́годное (бел. Ягаднае) — деревня в Ветковском районе Гомельской области Беларуси. Входит в состав Приснянского сельсовета.
Поблизости расположены месторождения кирпичных глин и суглинков (запасы 0,4 млн м³).

## Административное устройство
До 9 апреля 2023 года входила в состав Шерстинского сельсовета.

## География

### Расположение
В 15 км на северо-запад от Ветки, 22 км от Гомеля.

## Транспортная сеть
Транспортные связи по просёлочной, затем автомобильной дороге Даниловичи — Ветка. Планировка состоит из прямолинейной улицы почти меридиональной ориентации, к которой на юге присоединяется короткая улица. Застройка деревянная усадебного типа.

## История
По письменным источникам известна с начала XX века. Наиболее активная застройка приходится на 1920-е годы. В 1926 году в Шерстинском сельсовете Ветковского района Гомельского округа. В 1930 году жители вступили в колхоз. Во время Великой Отечественной войны оккупанты сожгли 41 двор. 5 жителей погибли на фронте. В 1959 году в составе колхоза «Октябрь» (центр — деревня Шерстин).

## Население

### Численность
- 2004 год — 24 хозяйства, 32 жителя.

### Динамика
- 1926 год — 17 дворов, 102 жителя.
- 1940 год — 68 дворов 142 жителя.
- 1959 год — 160 жителей (согласно переписи).
- 2004 год — 24 хозяйства, 32 жителя.

## Известные уроженцы
- Котляров Георгий Макарович — Герой Социалистического Труда